# Prosoplus hibisci
Prosoplus hibisci là một loài bọ cánh cứng trong họ Cerambycidae.